# Szabolcs Volán
A Szabolcs Volán Szabolcs-Szatmár-Bereg megye helyközi, illetve Nyíregyháza helyi vonalait üzemeltette 2014-ig, amikor a többi Volán Vállalathoz hasonlóan beleolvadtak egy-egy közlekedési központba. A Szabolcs Volán jogutódja a Észak-magyarországi Közlekedési Központ lett. Székhelye Nyíregyházán volt.